# Штала у Бачком Душанову
Штала у Бачком Душанову, насељеном месту на територији града Суботице, представља непокретно културно добро као споменик културе.
Шталу је пројектовао на прекретници 19. и 20. века архитекта Ђула Ваци из Суботице, док је извођач био зидар Јожеф Кариус, такође из Суботице. Пројектант и власник изабрали су, за то доба, најмодернију и најрационалнију варијанту за економску зграду. Ваци је користио елементе касне еклектике за пројектовање портала како би прикрио прозаичност штале, али при том није заборавио на функционалност објекта. Локација објекта је исток-запад. Површина зида је фугована, а пиластри, шест пари сегментних прозора, пет тесаних двокрилних врата, ризалит и улаз на таван деле фасаду на асиметричне јединице. Кружни отвори на фасади и вентилациони отвори на тавану су саставни део прочеља. 
Објекат има двоводни кров чија је конструкција решена као вешаљка, а за кровопокривач је кориштен бибер цреп. Објекат је имао више функција: већи део је коришћен као штала за говеда, а мањи део за смештај коња. У западном делу објекта смештена је шупа и штала за ждребад. Испод аванског простора било је смештено складиште где је држана опрема за коње. Таван је био остава за зрнасту храну. Штала је била предвиђена за 40 говеда, 12 волова, 12 коња и за четворо до петоро запрега, док је на тавану могло да се смести 10 вагона житарица.